# Carmela Troncoso
Carmela González Troncoso (née en 1982 à Vigo) est une ingénieure et chercheuse espagnole en télécommunications spécialisée dans les questions de confidentialité. Elle est professeure assistante à l'École polytechnique fédérale de Lausanne (EPFL) et responsable du laboratoire SPRING (Security and Privacy Engineering Laboratory). 
Troncoso est reconnue pour son leadership au sein de l'équipe européenne développant le protocole DP-3T, qui vise à créer une application pour téléphones mobiles permettant de faciliter le traçage des personnes infectées par le Covid-19 tout en garantissant la préservation de la vie privée des citoyens,,. Elle est également membre de la Swiss National COVID-19 Science Task Force dans le groupe d'experts sur l'épidémiologie numérique. En 2020, elle figurait parmi les 40 Under 40 du magazine Fortune.

## Vie privée
Carmela Troncoso est née dans une famille universitaire. Sa mère est professeur de littérature espagnole à l'Université de Vigo et son père est physicien. Sa sœur aînée, Xoana González Troncoso, est neuroscientifique. Elle est mariée à Rebekah Overdorf, chercheuse en technologies de l'information.[réf. nécessaire]

## Carrière
Carmela Troncoso étudie l'ingénierie à l'Université de Vigo et obtient en 2006 un diplôme en génie des télécommunications. Elle obtient un doctorat de l'Université catholique de Louvain après avoir défendu une thèse sur la « conception et les méthodes d'analyse des technologies de la vie privée » sous la direction de Bart Preneel et Claudia Díaz. Après un stage post-doctoral, elle rejoint Gradiant, le centre galicien de recherche et de développement en télécommunications avancées, en tant que responsable technique de la sécurité et de la confidentialité. En octobre 2015, Troncoso est nommée professeur à l'IMDEA Software Institute (Espagne). Depuis novembre 2017, elle est professeure assistante au laboratoire SPRING (Laboratoire d'ingénierie de la sécurité et de la confidentialité) à la Faculté d'informatique et de communication de l'EPFL. 
Depuis 2020, Carmela Troncoso est membre de la Swiss National COVID-19 Science Task Force, le conseil scientifique sur le COVID19 du Conseil fédéral helvétique ainsi que des cantons. Elle est également membre du groupe d'experts sur l'épidémiologie numérique,.

## Recherche
Cette section ne s'appuie pas, ou pas assez, sur des sources secondaires ou tertiaires indépendantes du sujet.

Pour l'améliorer, ajoutez-en, ou placez des modèles {{Source secondaire souhaitée}} ou {{Source secondaire nécessaire}} sur les passages mal sourcés. (mars 2024)
La recherche de Troncoso se concentre sur les technologies permettant le développement de systèmes socialement responsables tels que l'apprentissage automatique, l'évaluation de la confidentialité et les systèmes de protection de la vie privée :
- Apprentissage automatique : elle étudie l'impact des algorithmes d'apprentissage automatique sur les activités quotidiennes de la société contemporaine, s'intéressant à la fois aux améliorations et aux inconvénients que ces algorithmes peuvent apporter. Elle utilise notamment l'apprentissage automatique pour assister à la création d'outils visant à améliorer la conception de systèmes éthiques de défense contre les attaques sur la confidentialité.
- Évaluation de la confidentialité : son laboratoire développe des outils aidant l'utilisateur à mieux comprendre la quantité d'informations qu'il révèle ainsi qu'à permettre aux développeurs de logiciels d'atteindre leurs objectifs sans mettre en danger la vie privée des utilisateurs.
- Ingénierie des systèmes de protection de la vie privée : elle travaille également sur le développement de structures facilitant la création par les ingénieurs de systèmes et de méthodologies de protection de la vie privée qui leur permettent d'évaluer de manière systématique la conception et l'évaluation des technologies de protection de la vie privée

Sur la base de ses recherches et en collaboration avec le Consortium international des journalistes d'investigation (ICIJ), Troncoso développe l'outil d'analyse de données collaboratif open source Datashare.

## Pandémie de covid-19
En 2020, dans le cadre de la crise de la pandémie de Covid-19, Carmela Troncoso dirige une équipe de plus de 30 personnes réparties dans onze institutions européennes et travaillant à l'élaboration du protocole DP-3T sous l'égide du Pan-European Privacy-Preserving Proximity Tracing (PEPP-PT). Ce protocole vise à la création d'une application informatique de traçage des contacts, dans le but de d'informer les personnes ayant été à proximité de personnes testées positives au virus, tout en respectant la vie privée des utilisateurs,. Elle est l'auteur principale d'une publication traitant de l'application du protocole DP-3T.
À la suite de son travail sur le protocole DP-3T ainsi que sur l'application de traçage SwissCovid, elle est fréquemment apparue dans plusieurs médias suisses et internationaux,,,,,. Elle a également participé en tant qu'experte à un certain nombre de panels et d'événements tels que la conférence IMPACT2020 et la publication par le Comité international de la Croix-Rouge du Data Protection Handbook for Humanitarian Action,,,.

## Distinctions
Carmela Troncoso est lauréate du prix ERCIM WG STM pour la meilleure thèse de doctorat en 2011, du Prix CNIL-INRIA pour le meilleur article sur la protection de la vie privée en 2017 ainsi que du Google Security and Privacy Research Award en 2019. En septembre 2020, elle rejoint les rangs des « 40 personnes influentes » (40 under 40) dans la catégorie technologie du magazine Fortune.

## Principales publications
- (en) Reza Shokri, George Theodorakopoulos, Carmela Troncoso, Jean-Pierre Hubaux et Le Boudec, Proceedings of the 2012 ACM conference on Computer and communications security - CCS '12, 2012 (ISBN 978-1-4503-1651-4, DOI 10.1145/2382196.2382261), « Protecting location privacy », p. 617
- (en) C. Troncoso, G. Danezis, E. Kosta et J. Balasch, « PriPAYD: Privacy-Friendly Pay-As-You-Drive Insurance », IEEE Transactions on Dependable and Secure Computing, vol. 8, no 5,‎ 2011, p. 742–755 (DOI 10.1109/TDSC.2010.71, lire en ligne)
- (en) Reza Shokri, Carmela Troncoso, Claudia Diaz, Julien Freudiger et Jean-Pierre Hubaux, Proceedings of the 9th annual ACM workshop on Privacy in the electronic society : WPES '10, 2010, 129 p. (ISBN 978-1-4503-0096-4, DOI 10.1145/1866919.1866936), « Unraveling an old cloak », p. 115
- (en) Ero Balsa, Carmela Troncoso et Claudia Diaz, 2012 IEEE Symposium on Security and Privacy, 2012, 491–505 p. (ISBN 978-1-4673-1244-8, DOI 10.1109/SP.2012.36), « OB-PWS: Obfuscation-Based Private Web Search »